# Epsilon Aquilae
Epsilon Aquilae (ε Aqulilae, förkortat Epsilon Aql, ε Aql) är en dubbelstjärna belägen i den nordvästra delen av stjärnbilden Örnen. Den har en skenbar magnitud på 4,02 och är synlig för blotta ögat där ljusföroreningar ej förekommer. Baserat på parallaxmätning inom Hipparcosuppdraget på ca 21,1 mas, beräknas den befinna sig på ett avstånd på ca 155 ljusår (ca 48 parsek) från solen.

## Nomenklatur
Epsilon Aquilae har det traditionella namnet Deneb el Okab, från den arabiska benämningen ذنب العقاب ðanab alc uqāb som betyder "örnens stjärt" och mandarinnamnen Woo och Yuë, härledda från och representerande staten Wu (吳), en gammal stat som var belägen vid Yangtsefloden och Yue (越), en gammal stat i Zhejiangprovinsen (tillsammans med 19 Capricorni i Tolv staters asterism). Enligt RH Allen delar den namn med ζ Aquilae. Epsilon Aquilae kallas mer exakt Deneb el Okab Borealis, eftersom den ligger norr om Zeta Aquilae, som därför kan kallas Deneb el Okab Australis.

## Egenskaper
Primärstjärnan Epsilon Aquilae A är en orange till gul jättestjärna av spektralklass K1 III. Den har en beräknad massa som är drygt dubbelt så stor som solens massa, en radie som är ca 10 gånger större än solens och utsänder från dess fotosfär ca 54 gånger mera energi än solen vid en effektiv temperatur av ca 4 800 K. Den har bedömts vara en bariumstjärna, vilket betyder att dess atmosfär är extremt berikad med barium och andra tunga element. Detta har emellertid ifrågasatts, efter att astronomen Andrew McWilliam (1990) observerat normala överskott från en s-process.
Epsilon Aquilae är ett spektroskopisk dubbelstjärna där stjärnparet kretsar kring varandra med en omloppsperiod på 1 271 dygn (3,5 år) med en excentricitet på 0,27.